# 名古屋市短歌会館
名古屋市短歌会館（なごやしたんかかいかん）は、愛知県名古屋市中区錦二丁目に所在する会館。

## 概要
1964年（昭和39年）、歌人の青木穠子により作られ、名古屋市に寄付された文化施設である。1971年（昭和46年）、青木自身も短歌会館において没している。建物は地上3階、地下1階建てで、展示室・集会室・和室・図書室を備える。
- 所在地 - 愛知県名古屋市中区錦二丁目13番22号[4]
- 休館日 - 第1月曜日（ただし、月曜日が祝日の場合は翌日）・年末年始[3]
- 開館時間 - 9時から21時[3]

| 3階     |  | 集会室 |  | テラス |
| 2階     |  | 和室   |  | 集会室 |
| 1階     |  | 図書室 |  | 集会室 |
| 地下1階 |  | 展示室 |  |        |

## アクセス
- 名古屋市営地下鉄東山線・鶴舞線 伏見駅 1番出口より徒歩で約5分またはE階段より徒歩ですぐ[5]。
- 名古屋市営地下鉄東山線・名城線 栄駅 1番出口より西へ徒歩で約10分[5]。
- 名古屋市営バス「広小路本町」停留所より徒歩で約3分[5]。
- 名鉄バス「錦通本町」停留所より徒歩ですぐ[5]。